# ソリトン 野望山馳参寺!
ソリトン 野望山馳参寺!（ソリトン やぼうさんはせさんじ）は、1994年4月10日から1995年3月26日までNHK教育テレビで放送されていたテレビ番組である。

## 概要
『ソリトンシリーズ』の1994年度の日曜日番組。 若者の夢や挑戦などの“野望”を紹介するドキュメンタリー番組。
野望を抱えた若者が集う「野望山馳参寺」。迷い人（若者）の野望や願いをかなえるため、ナビゲーション坊主とテーマに応じた高僧（ゲスト）が迷い人とともに夢の実現を目指す。

## 放送時間
- 日曜日 23:00 - 23:45／土曜日 14:00 - 14:45

## 出演者
- 住職・大解坊天骨（司会） - 筒井康隆
- 住職の娘 - 久宝留理子
- ナビゲーション坊主（略称「ナビ坊」） - 梅垣義明・BOOMER・立川談春[2]・立川志らく